# Dragan Bjelogrlić
Dragan Bjelogrlić (né le 10 octobre 1963 à Opovo) est un acteur, réalisateur et producteur serbe.

## Filmographie

### Acteur
- 1978 : Bosko Buha
- 1987 : Aenigma
- 1996 : Joli Village, Jolie Flamme
- 1998 : Rane
- 2000 : Accroché au ciel
- 2004 : Sivi kamion crvene boje
- 2018 : Južni Vetar

### Réalisateur
- 2010 : Montevideo, Bog te video!
- 2014 : See You in Montevideo (Montevideo, vidimo se!)
- 2017 : Soleil noir (Senke nad Balkanom) (série télévisée)
- 2021 : Toma
- 2023 : L'affaire Vinča Curie
- 2023 : Guardians of the Formula (Čuvari formule)

## Nominations et récompenses
- 2011 : Prix du public au Festival international du film de Moscou pour Montevideo, Bog te video!